# Jens Meeus
Jens Meeus (Lommel, 28 augustus 1992) is een Belgische middenvelder die op dit moment speelt voor FC Eindhoven. Hij kwam eerder uit voor de Belgische clubs Overpeltse VV en Lierse SK.
Meeus maakte zijn debuut voor FC Eindhoven op 26 oktober 2012 als invaller voor Jasper Waalkens in de wedstrijd tegen Sparta Rotterdam.

## Carrière
| Seizoen | Club         | Wedstrijden | Doelpunten | Competitie     |
| ------- | ------------ | ----------- | ---------- | -------------- |
| 2012/13 | FC Eindhoven | 3           | 0          | Eerste divisie |
| Totaal  |              | 3           | 0          |                |

1 Borgmans ·
4 Peijnenburg ·
5 Swerts ·
6 Dorenbosch ·
7 Blummel ·
8 S. Simons ·
10 Van Schuppen ·
11 Sleegers ·
15 Huisman ·
18 Limouri ·
19 Van Eijndhoven ·
20 Verheij ·
21 Muller ·
23 Konings ·
24 Van Aarle ·
25 Douglas ·
26 Brondeel ·
27 El Bouchataoui ·
28 Deenen ·
29 Smulders ·
29 Driessen Méndez ·
30 Fancito ·
30 Van Zutphen ·
31 Manders ·
32 Janga ·
33 Seedorf  ·
34 T. Simons ·
43 Kwaaitaal ·
99 Persyn ·
Coach: Verberne
· Assistent-trainer: Van Dijk
· Assistent-trainer: Riemersma
· Keeperstrainer: Segers